# Limnophila scitula
Limnophila scitula är en tvåvingeart som beskrevs av Alexander 1926. Limnophila scitula ingår i släktet Limnophila och familjen småharkrankar. Inga underarter finns listade i Catalogue of Life.